# Lisa Urech
Lisa Urech (* 27. Juli 1989) ist eine ehemalige Schweizer Leichtathletin, spezialisiert auf den Hürdensprint. Sie war mit einer Zeit von 12,62 s die bis zum Zeitpunkt ihrer aktiven Karriere schnellste Schweizer 100-Meter-Hürdenläuferin. Bei den Leichtathletik-U23-Europameisterschaften 2011 gewann sie die Silbermedaille, bei den Leichtathletik-Europameisterschaften 2010 erreichte sie den Final. 2016 trat sie vom Spitzensport zurück.

## Biografie

### 2008/2009
Sie wurde 2008 Schweizer Meisterin im 100-Meter-Hürdenlauf in einer Zeit von 13,45 s. Damit belegte sie den dritten Rang der europäischen Junioren-Saisonbestenliste dieses Jahres. Im darauf folgenden Jahr übernahm sie den Schweizer U23-Rekord sowohl im 100-Meter-Hürdenlauf wie auch im 60-Meter-Hürdenlauf in der Halle. Nach der Finalteilnahme an den U23-Leichtathletik-Europameisterschaften erfüllte sie an den Schweizer Meisterschaften die Limite für die Leichtathletik-Weltmeisterschaften 2009 in Berlin. Dort kam sie nicht über den Vorlauf hinaus.

### 2010
Bei den Leichtathletik-Hallenweltmeisterschaften 2010 in Doha erreichte sie im 60-Meter-Hürdenlauf den Halbfinal. Nach einem Schlüsselbeinbruch konnte Urech erst verspätet in die Sommersaison starten. Trotzdem konnte sie erstmals unter 13 Sekunden laufen und erreichte an den Europameisterschaften den Final.

### 2011
Bereits mit ihrem ersten Rennen im nächsten Jahr konnte sich Urech im 60-Meter-Hürdenlauf für die Leichtathletik-Halleneuropameisterschaften 2011 qualifizieren und führte mit ihrer Zeit von 8,04 s gar eine Woche lang die Jahresweltbestenliste an. An den Halleneuropameisterschaften schied sie im Halbfinal aus. Bei ihrem ersten Freiluft-Rennen in Pliezhausen konnte sie gleich die Limite für die Leichtathletik-Weltmeisterschaften 2011 unterbieten, beim Diamond-League-Meeting in Rom wurde sie Vierte. An der Athletissima in Lausanne am 30. Juni 2011 konnte sie den Schweizer Rekord mit einer Zeit von 12,72 s um 4 Hundertstel unterbieten, der Rekord wurde jedoch aufgrund des starken Rückenwindes (3,3 m/s) nicht anerkannt. Vier Tage später, am 3. Juli 2011, gelang ihr an einem Meeting in La Chaux-de-Fonds ein neuer Schweizer Rekord in einer Zeit von 12,62 s bei regulären 0,5 m/s Rückenwind. Sie verbesserte damit den fast 20 Jahre alten Schweizer Rekord von Julie Baumann gleich um 14 Hundertstel. An den U23-Leichtathletik-Europameisterschaften holte sich Urech mit einer Zeit von 13,00 s die Silbermedaille. Bei den Leichtathletik-Weltmeisterschaften 2011 verpasste sie den Einzug in den Final knapp und wurde Neunte. Beim Diamond-League-Meeting in Zürich schied sie aus. Ende September gab sie bekannt, dass sie sich im Oktober wegen eines Labrumrisses an der linken Hüfte einer Operation unterziehen wird. Das volle Hürdentraining konnte sie einige Monate nach der Operation wieder aufnehmen.

### 2012
Nachdem Urech gut in die Saison gestartet war und sich die Qualifikation für die Olympischen Spiele in London gesichert hatte, beendete sie die Saison Anfang Juli vorzeitig. Im Oktober wurde sie an der rechten Hüfte, ebenfalls wegen eines Labrumrisses, operiert. Der Saisonstart 2013 verzögerte sich deswegen.

### 2014
2014 nahm sie an den EM in Zürich teil und erreichte nach einem 4. Rang im 3. Vorlauf den Halbfinal, wo sie mit dem 5. Rang im 2. Lauf ausschied.

### 2016
Nach zwei Hüftoperationen und diversen Verletzungen gab Ulrich im März 2016 ihren Rücktritt vom Spitzensport bekannt.

### Diverses
Urech wohnt in Langnau, hat eine Ausbildung zur Kauffrau absolviert, 2011 die Berufs-Matura erfolgreich bestanden und 2016 ihr Betriebswirtschaftsstudium abgeschlossen. Sie startet für den SK Langnau. Mit ihrem Trainer Sven Rees, u. a. Coach des deutschen Hürdensprinters Gregor Traber, arbeitete sie seit 2009 in Stuttgart zusammen. Urech ist 1,67 m gross und 54 kg schwer.

## Erfolge
- 2007: 3. Rang Schweizer Meisterschaften 100-Meter-Hürdenlauf; Teilnehmerin U20-Europameisterschaften 100-Meter-Hürdenlauf
- 2008: Schweizer Meisterin 100-Meter-Hürdenlauf; 2. Rang Hallen-Schweizermeisterschaften 60-Meter-Hürdenlauf; 10. Rang U20-Weltmeisterschaften 100-Meter-Hürdenlauf
- 2009: Schweizer Meisterin 100-Meter-Hürdenlauf; Schweizer Hallenmeisterin 60-Meter-Hürdenlauf; 19. Rang Halleneuropameisterschaften 60-Meter-Hürdenlauf; 6. Rang U23-Europameisterschaften 100-Meter-Hürdenlauf
- 2010: Schweizer Meisterin 100-Meter-Hürdenlauf; Schweizer Hallenmeisterin 60-Meter-Hürdenlauf; 7. Rang Europameisterschaften 100-Meter-Hürdenlauf; 12. Rang Hallenweltmeisterschaften 60-Meter-Hürdenlauf
- 2011: Silbermedaille U23-Europameisterschaften 100-Meter-Hürdenlauf; 9. Rang Weltmeisterschaften 100-Meter-Hürdenlauf; 11. Rang Halleneuropameisterschaften 60-Meter-Hürdenlauf; Schweizer Meisterin 100-Meter-Hürdenlauf; Schweizer Hallenmeisterin 60-Meter-Hürdenlauf; Übernahme Schweizer Rekord 100-Meter-Hürdenlauf
- 2014: Leichtathletik-Europameisterschaften 2014; 4. Rang im 3. Vorlauf und 5. Rang im 2. Halbfinal

## Persönliche Bestleistungen
- 100-Meter-Hürdenlauf: 12,62 s (0,5), 3. Juli 2011 in La Chaux-de-Fonds, Schweizer Rekord[3]
- 60-Meter-Hürdenlauf (Halle): 8,00 s, 21. Februar 2010 in Magglingen, Schweizer U23-Hallenrekord
- 100-Meter-Lauf: 12,28 s, 19. Juli 2008 in Bern

## Leistungsentwicklung 100-Meter-Hürdenlauf
| Jahr | Zeit in s |
| ---- | --------- |
| 2006 | 14,51     |
| 2007 | 13,82     |
| 2008 | 13,45     |
| 2009 | 13,01     |
| 2010 | 12,81     |
| 2011 | 12,62     |